# Calosota violascens
Calosota violascens är en stekelart som beskrevs av Masi 1922. Calosota violascens ingår i släktet Calosota och familjen hoppglanssteklar.
Artens utbredningsområde är:
- Ungern.
- Italien.

Inga underarter finns listade.